# 松阿察河
松阿察河（羅馬化：Reka Sungacha），亦作松阿产河（羅馬化：Reka Sungachan），是中华人民共和国黑龙江省与俄罗斯联邦滨海边疆区的界河，系乌苏里江支流，发源于兴凯湖，全长209公里。1860年中俄《北京条约》中，松阿察河被定为中俄界河之一。

## 河名
有学者认为，“松阿察”在满语中意为“盔缨”，但满语中的“盔缨”为满语：（sonokton），与“sunggacha”相距甚远，另外有人认为“松阿察”意为“红尾白鱼”（sunggada），即“赤梢鱼”。

## 地理

松阿察河在乌苏里江流域的位置

松阿察河发源于兴凯湖，属于乌苏里江的支流，全长209公里，流域总面积25600平方千米，落差9米，河坡比降0.005%，其中在中国境内流域面积2671平方千米。河道经过黑龙江省的密山市和虎林市辖区及滨海边疆区的斯帕斯克区、基洛夫斯基区和列索扎沃茨克城区。
每年11月至次年4月为冰期。
之前在20世纪时，松阿察河原分为两支从兴凯湖中流出，小松阿察河口位于大松阿察河口以南三里，从兴凯湖流出二里后大小二河和并为松阿察河，但小松阿察河现今几乎干涸。河道十分蜿蜒，从源头到河口直线距离约80公里，河宽约30至60米，平均深约3至3.5米，流速约0.5米每秒。河岸低，多森林和灌木丛，河漫滩上是草地，黏土和黑钙土覆盖。流域内动植物丰富，残留有荷。
直到上世纪中叶，松阿察河还可通航；自1980年代以来兴凯湖水位不断下降，河的水位也随之下降，现今只有小型船可以全线航行。松阿察河是兴凯湖的唯一出水口，支流有伊利斯塔亚河。